# Stanisław Kania
Stanisław Kania (Wrocanka, 1927. március 8. - Varsó, 2020. március 3.) lengyel kommunista politikus. Az 1981. évi szükségállapot bevezetésében játszott szerepéért 2012-ben perbe fogták, ám a bíróság felmentette.
Kania tüdőgyulladásban hunyt el.

## Életpályája
Eredeti szakmája kovács volkt. 1945-től a Lengyel Munkáspárt, majd 1948-től a Lengyel Egyesült Munkáspárt (LEMP tagja. 1952 és 1958 között a Lengyel Ifjúsági Szövetségben dolgozott. 1958-tól a LEMP varsói bizottságának munkatársa, majd a Társadalomtudományi Akadémia elvégzése után a LEMP első titkára. 1964 és 1968 között a LEMP Központi Bizottságának (KB) póttagja, majd 1968-tól póttagja. 1968 és 1971 a KB adminisztratív osztály vezetője volt. 1971 és 1980 között a KB titkára, egyben 1971 és 1975 között a Politikai Bizottság (PB) póttagja, 1975-tól tagja. 1980. szeptemberétől a KB első titkára. 1972-től képviselő.
1981 őszén a szovjet vezetés és a LEMP konzervatív szárnyának nyomására Stanisław Kania első titkárnak mennie kellett. Kania 1980 szeptemberétől 1981 októberéig vezette az 1990-ben feloszlatott Lengyel Egyesült Munkáspártot. Helyette a Központi Bizottság Wojciech Jaruzelskit választotta meg utódjának.

## Pere
2006 márciusának végén  vádat emeltek Stanislaw Kania és Wojciech Jaruzelski ellen, az 1981-ben elkövetett bűntett, a hadiállapot bevezetése miatt. A vád szerint Kania ahhoz a  "fegyveres bűnszövetséghez" tartozott, amely Jaruzelskivel közösen vezette be a hadiállapotot - írta a Gazeta Wyborcza című lengyel lap. A 82 éves Wojciech Jaruzelskit egy ellene indított hosszadalmas perben elítélték, mert honvédelmi miniszterként felelősnek találták az 1970-es munkásfelkelés vérbe fojtásában. 1996-ban viszont az akkori baloldali többségű parlament felmentette a hadiállapot bevezetése miatti alkotmányos felelőssége alól, és nem volt hajlandó bíróság elé állítani.
A perben 2012-ben sem Kaniát, sem a hozzá képest "keményebb vonalat" követő Jaruzelskit nem ítélték el. Kaniát ártatlannak nyilvánították, míg utóbbival szemben az eljárást - a tábornok rossz egészségi állapotára hivatkozva - felfüggesztették.